# Johann Georg Hamann
Johann Georg Hamann (Königsberg, 27 de agosto de 1730 – Münster, 21 de junho de 1788) foi um filósofo e escritor alemão. Foi profundamente marcado por uma vivência religiosa em 1758, que o levou à defesa de uma posição fundamentalista dentro do cristianismo. A partir desta época, Hamann adota o socrático não saber, contrapondo a ele o fundamento na Fé. Crítico radical do Racionalismo e do Iluminismo, dedicou sua carreira literária à defesa de uma fé cristã genuína, ainda que não fosse católico. Ele é considerado um precursor do Sturm und Drang. Goethe se referiu a ele como uma das mentes mais brilhantes de seu tempo.

## Vida e Obra

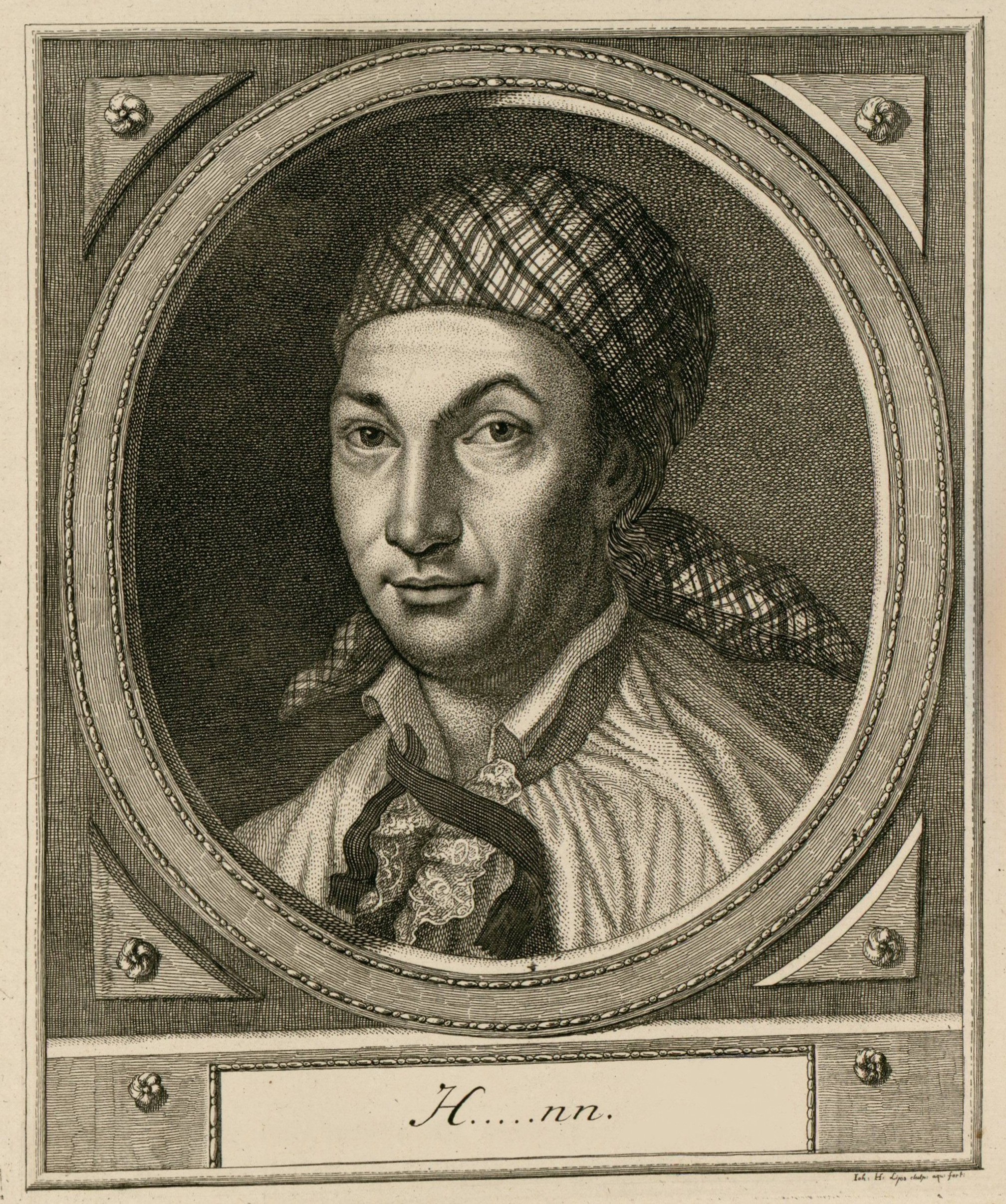
Hamann entre 1775 e 1778

### Origem e estudos
Seu pai era barbeiro-cirurgião. Em 1746, começou seus estudos na Universidade de Königsberg, passando da Teologia para o Direito, sem concluir nenhum curso. Suas paixões eram, entretanto, as línguas, a literatura e a filosofia, tendo adquirido vasta erudição. Hamann gaguejava e foi um hipocondríaco por toda a sua vida. Foi um dos editores da revista semanal Daphne, de 1749 a 1750. Deixou a universidade em 1752, começando então seu calvário como preceptor em casas de abastados.

### A Vivência Em Londres
Em 1756, Hamann passa a trabalhar na casa comercial Berens em Riga. A serviço dos Berens, ele foi em 1757 para Londres, onde permaneceu até o início do verão de 1758. Mal-sucedido em sua missão comercial e financeiramente arruinado, Hamann mergulhou em profunda crise existencial, pôs-se a ler a Bíblia e passou por uma profunda conversão religiosa.

### Volta para Königsberg

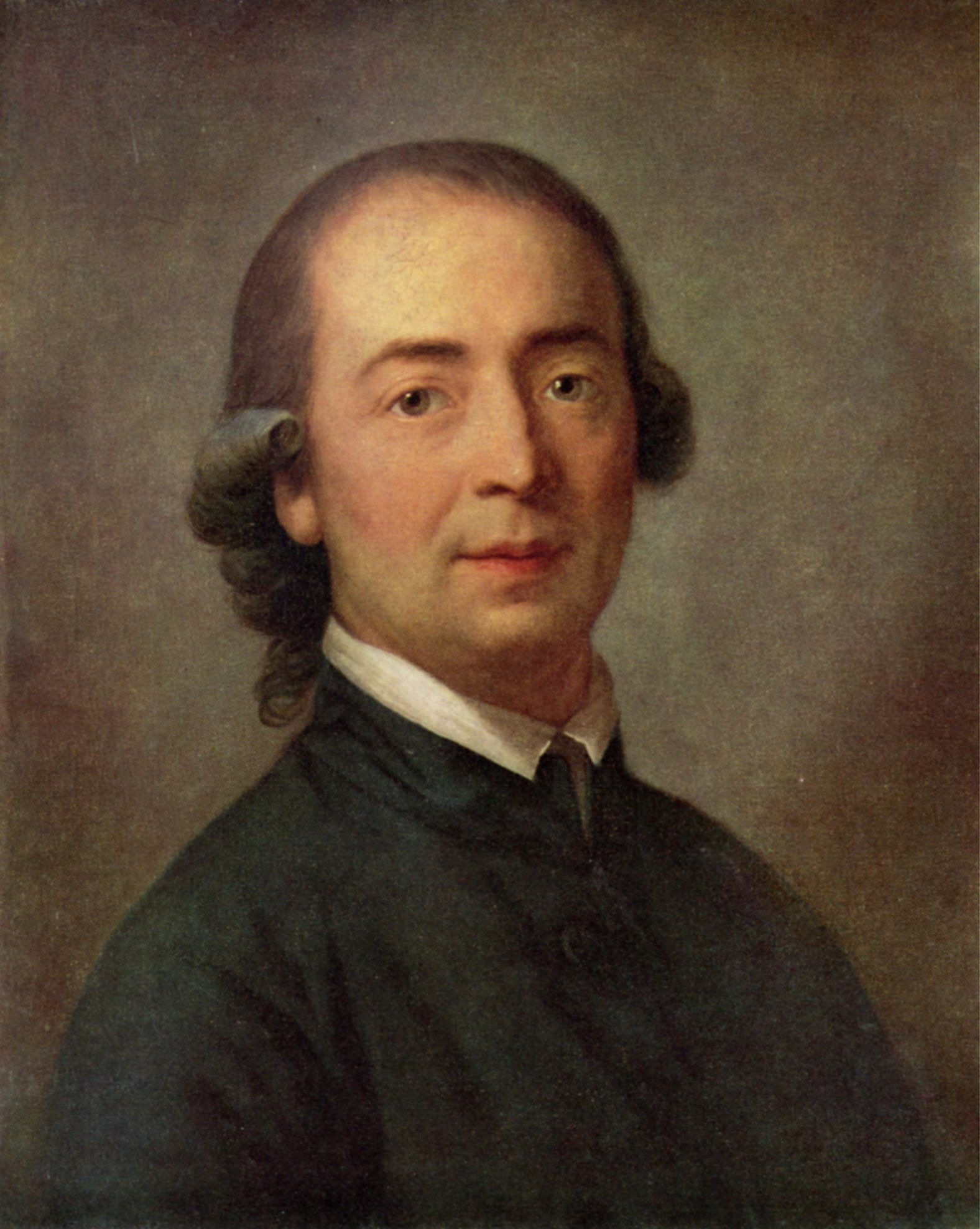
Johann Gottfried von Herder

No início de 1759, Hamann volta para sua terra natal, publicando no mesmo ano seu opúsculo Mementos Socráticos. Data desta época, também, seu contato com o conterrâneo Kant, já professor na Universidade de Königsberg. Logo em seguida, começa sua amizade com Herder, que estuda na universidade entre 1762 e 1764. Em 1762, publica As cruzadas do filólogo, em que se encontra sua Aesthetica in Nuce, a outra de suas obras importantes.
Até o fim de sua vida, participou ativamente da vida literária alemã, sendo um dos autores do assim chamado Sturm und Drang. Em todos os seus empreendimentos literários, sempre foi um valoroso defensor da fé cristã, tendo inclusive inspirado o filósofo oitocentista Søren Kierkegaard.

## Obras
- Considerações Bíblicas, 1758
- Pensamentos sobre o meu Currículo, 1758/59
- Mementos Socráticos, 1759
- Cruzadas do Filólogo, 1762 (coleção, entre outras, Aesthetica in Nuce)
- Metacrítica do Purismo da Razão, 1784